# Dominic Solanke
Dominic Ayodele Solanke-Mitchell, né le 14 Septembre 1997 à Basingstoke, est un footballeur international anglais qui joue au poste d'attaquant à Tottenham Hotspur.

## Biographie

### En club
Dominic Solanke est formé à Chelsea. Lors de la saison 2013-2014, il joue deux matchs en UEFA Youth League avec les Blues.
Le 18 octobre 2014, il fait ses débuts pour Chelsea lors d'un match de Ligue des champions contre l'équipe slovène du NK Maribor.
Le 30 mai 2015, il marque son premier but avec le groupe professionnel lors du match amical contre les Thailand All-Stars pour une victoire finale 1-0 de Chelsea.
Le 4 août 2015, il est prêté au Vitesse Arnhem en Eredivisie.
Le 30 mai 2017, Dominic Solanke s'engage avec le Liverpool FC.
Le 13 mai 2018, il inscrit son premier but sous le maillot des Reds lors de la dernière journée de Premier League contre Brighton & Hove Albion (4-0).
Le 4 janvier 2019, Dominic Solanke s'engage avec l'AFC Bournemouth.
Le 10 août 2024, Solanke signe un contrat de six ans avec Tottenham Hotspur pour un montant estimé, bonus compris, à 75 millions d'euros.

### En sélection nationale
International anglais des moins de 17 ans, il participe au championnat d'Europe des moins de 17 ans 2014, qu'il remporte. Il inscrit un but lors de la finale face aux Pays-Bas. L'Angleterre remporte la Coupe du monde des moins de 20 ans 2017, et Solanke est élu meilleur joueur du tournoi après avoir inscrit quatre buts au total.
Le 14 novembre 2017, il honore sa première sélection avec l'équipe d'Angleterre en étant titularisé lors d'un match amical face au Brésil (0-0).
Le 27 mai 2019, il fait partie des vingt-trois joueurs sélectionnés pour participer à l'Euro espoirs 2019 avec l'équipe d'Angleterre.

## Statistiques

### En club
| Saison                | Club                  | Championnat           | Championnat | Championnat | Championnat | Coupe nationale | Coupe nationale | Coupe nationale | Coupe de la Ligue | Coupe de la Ligue | Coupe de la Ligue | Compétition(s) continentale(s) | Compétition(s) continentale(s) | Compétition(s) continentale(s) | Compétition(s) continentale(s) | Supercoupe de l'UEFA | Supercoupe de l'UEFA | Supercoupe de l'UEFA | Total | Total | Total |
| Saison                | Club                  | Division              | M.          | B.          | P.d.        | M.              | B.              | P.d.            | M.                | B.                | P.d.              | Comp.                          | M.                             | B.                             | P.d.                           | M.                   | B.                   | P.d.                 | M.    | B.    | P.d.  |
| 2014-2015             | Chelsea FC            | Premier League        | -           | -           | -           | -               | -               | -               | -                 | -                 | -                 | C1                             | 1                              | 0                              | 0                              | -                    | -                    | -                    | 1     | 0     | 0     |
| 2016-2017             | Chelsea FC            | Premier League        | -           | -           | -           | -               | -               | -               | -                 | -                 | -                 | -                              | -                              | -                              | -                              | -                    | -                    | -                    | 0     | 0     | 0     |
| Sous-total            | Sous-total            | Sous-total            | -           | -           | -           | -               | -               | -               | -                 | -                 | -                 | -                              | 1                              | 0                              | 0                              | -                    | -                    | -                    | 1     | 0     | 0     |
| 2015-2016             | Vitesse Arnhem (prêt) | Eredivisie            | 25          | 7           | 1           | 1               | 0               | 0               | -                 | -                 | -                 | -                              | -                              | -                              | -                              | -                    | -                    | -                    | 26    | 7     | 1     |
| 2017-2018             | Liverpool FC          | Premier League        | 21          | 1           | 1           | 1               | 0               | 0               | 1                 | 0                 | 0                 | C1                             | 4                              | 0                              | 0                              | -                    | -                    | -                    | 27    | 1     | 1     |
| 2018-2019             | Liverpool FC          | Premier League        | -           | -           | -           | -               | -               | -               | -                 | -                 | -                 | -                              | -                              | -                              | -                              | -                    | -                    | -                    | 0     | 0     | 0     |
| Sous-total            | Sous-total            | Sous-total            | 21          | 1           | 1           | 1               | 0               | 0               | 1                 | 0                 | 0                 | -                              | 4                              | 0                              | 0                              | -                    | -                    | -                    | 27    | 1     | 1     |
| 2018-2019             | AFC Bournemouth       | Premier League        | 10          | 0           | 1           | -               | -               | -               | -                 | -                 | -                 | -                              | -                              | -                              | -                              | -                    | -                    | -                    | 10    | 0     | 1     |
| 2019-2020             | AFC Bournemouth       | Premier League        | 32          | 3           | 1           | 2               | 1               | 0               | 2                 | 0                 | 0                 | -                              | -                              | -                              | -                              | -                    | -                    | -                    | 36    | 4     | 1     |
| 2020-2021             | AFC Bournemouth       | Championship          | 42          | 15          | 8           | 2               | 0               | 0               | 1                 | 0                 | 0                 | -                              | -                              | -                              | -                              | -                    | -                    | -                    | 45    | 15    | 8     |
| 2021-2022             | AFC Bournemouth       | Championship          | 46          | 29          | 7           | 1               | 0               | 0               | 1                 | 1                 | 0                 | -                              | -                              | -                              | -                              | -                    | -                    | -                    | 48    | 30    | 7     |
| 2022-2023             | AFC Bournemouth       | Premier League        | 33          | 6           | 7           | 1               | 1               | 0               | 1                 | 0                 | 0                 | -                              | -                              | -                              | -                              | -                    | -                    | -                    | 35    | 7     | 7     |
| 2023-2024             | AFC Bournemouth       | Premier League        | 38          | 19          | 3           | 1               | 1               | 1               | 3                 | 1                 | 0                 | -                              | -                              | -                              | -                              | -                    | -                    | -                    | 42    | 21    | 4     |
| Sous-total            | Sous-total            | Sous-total            | 201         | 72          | 27          | 7               | 3               | 1               | 8                 | 2                 | 0                 | -                              | -                              | -                              | -                              | -                    | -                    | -                    | 216   | 77    | 28    |
| 2024-2025             | Tottenham Hotspur     | Premier League        | 27          | 9           | 3           | 1               | 0               | 0               | 4                 | 2                 | 1                 | C3                             | 13                             | 5                              | 4                              | -                    | -                    | -                    | 45    | 16    | 8     |
| 2025-2026             | Tottenham Hotspur     | Premier League        | 1           | 0           | 0           | -               | -               | -               | -                 | -                 | -                 | C1                             | -                              | -                              | -                              | 1                    | 0                    | 0                    | 2     | 0     | 0     |
| Sous-total            | Sous-total            | Sous-total            | 28          | 9           | 3           | 1               | 0               | 0               | 4                 | 2                 | 1                 | -                              | 13                             | 5                              | 4                              | 1                    | 0                    | 0                    | 47    | 16    | 8     |
| Total sur la carrière | Total sur la carrière | Total sur la carrière | 275         | 89          | 32          | 10              | 3               | 1               | 13                | 4                 | 1                 | -                              | 18                             | 5                              | 4                              | 1                    | 0                    | 0                    | 317   | 101   | 38    |

### En sélection nationale
| Saison                | Sélection             | Phases finales        | Phases finales | Phases finales | Phases finales | Éliminatoires | Éliminatoires | Éliminatoires | Ligue des nations | Ligue des nations | Ligue des nations | Matchs amicaux | Matchs amicaux | Matchs amicaux | Total | Total | Total |
| Saison                | Sélection             | Compétition           | M              | B              | Pd             | M             | B             | Pd            | M                 | B                 | Pd                | M              | B              | Pd             | M     | B     | Pd    |
| --------------------- | --------------------- | --------------------- | -------------- | -------------- | -------------- | ------------- | ------------- | ------------- | ----------------- | ----------------- | ----------------- | -------------- | -------------- | -------------- | ----- | ----- | ----- |
| 2017-2018             | Angleterre            | -                     | -              | -              | -              | -             | -             | -             | -                 | -                 | -                 | 1              | 0              | 0              | 1     | 0     | 0     |
| 2024-2025             | Angleterre            | -                     | -              | -              | -              | -             | -             | -             | 2                 | 0                 | 0                 | -              | -              | -              | 2     | 0     | 0     |
| Total sur la carrière | Total sur la carrière | Total sur la carrière | -              | -              | -              | -             | -             | -             | 2                 | 0                 | 0                 | 1              | 0              | 0              | 3     | 0     | 0     |

## Palmarès

### En club
- Liverpool FC
  - Finaliste de la Ligue des champions en 2018.

- AFC Bournemouth
  - Vice-champion d'Angleterre de D2 en 2022.
- Tottenham Hotspur
  - Vainqueur de la Ligue Europa en 2025[7]’[8]

### En sélection
- Vainqueur du championnat d'Europe des moins de 17 ans en 2014.
- Vainqueur de la Coupe du monde des moins de 20 ans en 2017.

### Distinctions personnelles
- Meilleur joueur de la Coupe du monde des moins de 20 ans en 2017.

- Meilleur buteur de l'UEFA Youth League 2014-2015

- Meilleur buteur du championnat d'Europe des moins de 17 ans en 2014.
- Membre de l'équipe type du Championnat d'Angleterre de deuxième division en 2021-2022